# Pike Road (Alabama)
Pike Road es un pueblo ubicado en el condado de Montgomery en el estado estadounidense de Alabama. En el censo de 2000, su población era de 310.

## Demografía
En el 2000 la renta per cápita promedia del hogar era de $86,492, y el ingreso promedio para una familia era de $105,116. El ingreso per cápita para la localidad era de $36,912. Los hombres tenían un ingreso per cápita de $88,307 contra $17,321 para las mujeres.

## Geografía
Pike Road se encuentra ubicado en las coordenadas 34°44′29″N 86°11′26″O / 34.74139, -86.19056 (34.741295, -86.190445)
Según la Oficina del Censo de los EE. UU., la ciudad tiene un área total de 3.70 millas cuadradas (9.59 km²).